# Denver Pyle
Denver Dell Pyle (Bethune, Colorado, 11 mei 1920 – Burbank, Californië, 25 december 1997) was een Amerikaans acteur. Hij is met name bekend geworden als Uncle Jesse in de televisieserie The Dukes of Hazzard.
Gedurende zijn lange carrière, die eind jaren '40 al begon, speelde hij vooral in westernfilms. Ook was hij te zien in  Bonnie and Clyde (film), The Man Who Shot Liberty Valance en Maverick.
In 1952 speelde Pyle voor het eerst in een televisieserie. Vanaf 1979 was hij te zien in de serie The Dukes of Hazzard, en hij speelde ook nog in de eerste The Dukes of Hazzard-film mee.
Pyle overleed op 77-jarige leeftijd aan longkanker. Twee weken voor zijn dood ontving hij een ster op de Hollywood Walk of Fame. Ondanks zijn vergevorderde ziekte, was hij in staat om de ceremonie bij te wonen.

## Filmografie
- The Dukes of Hazzard: Reunion! (televisiefilm, 1997) - Uncle Jesse Duke
- Podunk Possum televisieserie - Podunk Possum (1997)
- Cybill televisieserie - Zichzelf (Afl., Bringing Home the Bacon, 1996)
- Father and Scout (televisiefilm, 1994) - George Rosebrock
- Maverick (1994) - Oude gokker op rivierboot (die vals speelt en van boord gegooid wordt)
- L.A. Law televisieserie - Harold Nordoff (Afl., Three on a Patch, 1994)
- Wind in the Fire (televisiefilm, 1993) - Rol onbekend
- Dallas televisieserie - Blackie Callahan (2 afl., 1990)
- Murder, She Wrote televisieserie - Eben Connors (Afl., Coal Miner's Slaughter, 1988)
- Delta Fever (1987) - Walt
- Return to Mayberry (televisiefilm, 1986) - Briscoe Darling
- The Dukes of Hazzard televisieserie - Uncle Jesse Duke (1979-1985)
- The Dukes televisieserie - Uncle Jesse Duke (1983, voice-over)
- Legend of the Wild (1981) - Rol onbekend
- Enos televisieserie - Uncle Jesse Duke (Afl., Uncle Jesse's Visit, 1980)
- Disneyland televisieserie - Uncle Bene (Afl., Escape to Witch Mountain, 1980)
- How the West Was Won televisieserie - Sgt. Tripp (Afl., The Enemy, 1979)
- How Bugs Bunny Won the West (televisiefilm, 1978) - Rol onbekend
- Return from Witch Mountain (1978) - Uncle Bene
- Legend of the Northwest (1978) - Abner
- Once Upon a Starry Night (televisiefilm, 1978) - Mad Jack
- The Life and Times of Grizzly Adams televisieserie - Mad Jack (1977-1978)
- Guardian of the Wilderness (1976) - Galen Clark
- The Last of Mrs. Lincoln (televisiefilm, 1976) - Senator Austin
- Buffalo Bill and the Indians, or Sitting Bull's History Lesson (1976) - McLaughlin (man die Sitting Bull bezorgd)
- Hawmps! (1976) - Col. Seymour Hawkins
- Barnaby Jones televisieserie - Stayley Kircher (Afl., The Stalking Horse, 1976)
- Petrocelli televisieserie - Warburton (Afl., Blood Money, 1976)
- Adventures of Frontier Fremont (1976) - Oude bergman
- Winterhawk (1975) - Arkansas
- Disneyland televisieserie - Volwassen Ben (Afl., The Boy Who Talked to Badgers: Part 1 & 2, 1975, voice-over)
- The Boy Who Talked to Badgers (1975) - Volwassen Ben
- Death Among Friends (televisiefilm, 1975) - Morgan
- Escape to Witch Mountain (1975) - Uncle Bene
- Karen televisieserie - Dale Busch (Afl. onbekend, 1975)
- The Manhunter televisieserie - Sam Dickerson (Afl., The Baby-Faced Killers, 1974)
- Disneyland televisieserie - Dr. Larson (Afl., Hog Wild: Part 1 & 2, 1974)
- Murder or Mercy (televisiefilm, 1974) - Amos Champion
- Sidekicks (televisiefilm, 1974) - Dronkenlap
- The Legend of Hillbilly John (1974) - Grandpappy John
- Kung Fu televisieserie - Dr. Colton (Afl., Crossties, 1974)
- Dirty Sally televisieserie - Parker (Episode 1.5, 1974)
- Hog Wild (televisiefilm, 1974) - Dr. Larson
- The New Perry Mason televisieserie - Rol onbekend (Afl., The Case of the Violent Valley, 1974)
- Cannon televisieserie - Sheriff (Afl., Duel in the Desert, 1974)
- The Streets of San Francisco televisieserie - Carl Armstrong (Afl., Winterkill, 1973)
- Kung Fu televisieserie - Burgemeester Simms (Afl., The Ancient Warrior, 1973)
- Cahill U.S. Marshal (1973) - Denver, Danny & Billy Joes verzorger
- Gunsmoke televisieserie - Verschillende rollen (14 afl., 1956-1973)
- The Waltons televisieserie - Cousin Homer Lee Baldwin (Afl., The Reunion, 1972)
- Bonanza televisieserie - Verschillende rollen (8 afl., 1961-1972)
- Something Big (1971) - Junior Frisbee
- Hitched (televisiefilm, 1971) - Ben Barnstable
- Here Come the Brides televisieserie - Duncan Bolt (Afl., Bolt of Kilmaren, 1970)
- The Doris Day Show televisieserie - Buck Webb (Afl., The Matchmakers, 1968)
- 5 Card Stud (1968) - Sig Evers (rancher)
- Bandolero! (1968) - Muncie Carter
- The Guns of Will Sonnett televisieserie - Sam Cochran (Afl., The Warriors, 1968)
- Gomer Pyle, U.S.M.C. televisieserie - Titus Purcell (Afl., The Price of Tomatoes, 1968)
- Cimarron Strip televisieserie - Charley Austin (Afl., The Last Wolf, 1967)
- Hondo televisieserie - Judge Amos Blunt (Afl., Hondo and the Hanging Town, 1967)
- The High Chaparral televisieserie - General Warren (Afl., A Hanging Offense, 1967)
- Bonnie and Clyde (1967) - Frank Hamer
- Tammy and the Millionaire (1967) - Grandpa Mordecai Tarleton
- Welcome to Hard Times (1967) - Alfie the Stage Driver
- The Andy Griffith Show televisieserie - Briscoe Darling (6 afl., 3 keer 1963, 2 keer 1964, 1966)
- Death Valley Days televisieserie - Verschillende rollen (6 afl., 1952, 2 keer 1963, 2 keer 1964, 1966)
- Perry Mason televisieserie - Verschillende rollen (6 afl., 1958, 1960, 2 keer 1961, 1963, 1966)
- Gunpoint (1966) - Cap
- Incident at Phantom Hill (1966) - Hunter #1
- Tammy televisieserie - Grandpa (Mordecai) Tarleton (Afl. onbekend, 1965-1966)
- Mara of the Wilderness (1965) - Kelly
- The Great Race (1965) - Sheriff
- Shenandoah (1965) - Pastor Bjoerling
- The Rounders (1965) - Bull
- Mr. Novak televisieserie - Brill (Afl., Johnny Ride the Pony -- One, Two, Three, 1964)
- Cheyenne Autumn (1964) - Sen. Henry (Niet op aftiteling)
- Black Like Me (1964) - Man in pick-up truck
- Mail Order Bride (1964) - Preacher Pope
- The Great Adventure televisieserie - General Mills (Afl., The Special Courage of Captain Pratt, 1964)
- Temple Houston televisieserie - Phineas Fallon (Afl., The Case for William Gotch, 1964)
- The Twilight Zone televisieserie - Stu (Afl., Black Leather Jackets, 1964)
- Dr. Kildare televisieserie - R.E. Lenger (Afl., A Willing Suspension of Disbelief, 1964)
- Rawhide televisieserie - Daddy Quade (Afl., Incident of the Rawhiders, 1963)
- The Dick Van Dyke Show televisieserie - Uncle George (Afl., Uncle George, 1963)
- Channing televisieserie - Sam Riddle (Afl., Dragon in the Den, 1963)
- Terrified (1963) - Sheriff
- The Virginian televisieserie - Pico Brown (Afl., Vengeance Is the Spur, 1963)
- Laramie televisieserie - Al Morgan (Afl., Vengeance, 1963)
- Lassie televisieserie - Mr. Madden (Afl., Gentle Savage, 1962)
- Cheyenne televisieserie - Rol onbekend (Afl., Sweet Sam, 1962)
- Empire televisieserie - Tom Rawling (Afl., The Day the Empire Stood Still, 1962)
- Kraft Mystery Theater televisieserie - Rol onbekend (Afl., Cry Ruin, 1962)
- Lawman televisieserie - Rol onbekend (Afl., Explosion, 1962)
- Geronimo (1962) - Senator Conrad
- The Man Who Shot Liberty Vance (1962) - Amos Carruthers
- Ben Casey televisieserie - Dallas Hopewell (Afl., Among Others, a Girl Named Abilene, 1962)
- Cain's Hundred televisieserie - Trask (Afl., Savage in Darkness, 1962)
- Thriller televisieserie - Ortho Wheeler (Afl., The Hollow Watcher, 1962)
- This Rugged Land (1962) - Rol onbekend
- The Detectives Starring Robert Taylor televisieserie - Bill Darien (Afl., Beyond a Reasonable Doubt, 1961)
- The Rifleman televisieserie - Rol onbekend (Afl., The Decision, 1961)
- Laramie televisieserie - Rol onbekend (Afl., Siege at Jubilee, 1961)
- Bronco televisieserie - Mason (Afl., The Prince of Darkness, 1961)
- Bronco televisieserie - Petrie Munger (Afl., Guns of the Lawless, 1961)
- Bronco televisieserie - Norton Gillespie (Afl., The Buckbrier Trail, 1961)
- The Rifleman televisieserie - George Tanner (Afl., The Clarence Bibs Story, 1961)
- National Velvet televisieserie - Jed Corrigan (Afl., The Tramp, 1961)
- Frontier Justice televisieserie - Seth Robson (Afl., A Thread of Respect, 1961)
- Route 66 televisieserie - Father Prior (Afl., The Newborn, 1961)
- Two Faces West televisieserie - Rol onbekend (Afl., Hand of Vengeance, 1961)
- Checkmate televisieserie - Terry Adams (Afl., Jungle Castle, 1961)
- Zane Grey Theater televisieserie - Verschillende rollen (7 afl., 1956, 2 keer 1957, 1958, 1959, 1960, 1961)
- The Deputy televisieserie - Frank Barton (Afl., The Example, 1961)
- Bat Masterson televisieserie - Walsh (Afl., End of the Line, 1961)
- Maverick televisieserie - Jerry O'Brien (Afl., Family Pride, 1961)
- Ripcord televisieserie - Charles Guest (Afl., The Condemned, 1961)
- Ripcord televisieserie - Rol onbekend (Afl., Where Do Elephants Go to Die?)
- Laramie televisieserie - Sheriff (Afl., Three Roads West, 1960)
- Have Gun - Will Travel televisieserie - Verschillende rollen (7 afl., 1957, 1958, 2 keer 1959, 3 keer 1960)
- The Rifleman televisieserie - Rol onbekend (Afl., The Hangman, 1960)
- Laramie televisieserie - Bailey (Afl., Strange Company, 1960)
- Stagecoach West televisieserie - Hewitt (Afl., Three Wise Men, 1960)
- The Life and Legend of Wyatt Earp televisieserie - Dobie Jenner (Afl., A Murderer's Return, 1960)
- The Life and Legend of Wyatt Earp televisieserie - Hoss Mackey (Afl., The Too Perfect Crime, 1960)
- Riverboat televisieserie - Jim Bledsoe (Afl., No Bride on the River, 1960)
- The Alamo (1960) - Thimblerig (de gokker)
- The Aquanauts televisieserie - Captain Leo Stohl (Afl., Collision, 1960)
- The Tall Man televisieserie - Dave Leggert (Afl., Garrett and the Kid, 1960)
- Wrangler televisieserie - Rol onbekend (Afl., Incident at the Bar M, 1960)
- The Man from Blackhawk televisieserie - Arthur White (Afl., The Man Who Wanted Everything, 1960)
- Overland Trail televisieserie - Jonathan Kale (Afl., The Baron Comes Back, 1960)
- Overland Trail televisieserie - Rol onbekend (Afl., Lawyer in Petticoats, 1960)
- Hotel de Paree televisieserie - Taylor (Afl., Sundance and the Long Trek, 1960)
- Pony Express televisieserie - Rol onbekend (Afl., Special Delivery, 1960)
- Wichita Town televisieserie - Aaron Faber (Afl., The Legend of Tom Horn, 1960)
- The Texan televisieserie - Sheriff (Afl., The Guilty and the Innocent, 1960)
- Home from the Hill (1960) - Mr. Bradley (Niet op aftiteling)
- Law of the Plainsman televisieserie - Burke Carew (Afl., The Matriarch, 1960)
- Shotgun Slade televisieserie - Marshal Berry (Afl., Ring of Death, 1960)
- Men Into Space televisieserie - Dr. Peter Riber (Afl., Moonquake!, 1959)
- The Texan televisieserie - Chip Andrews (Afl., The Telegraph Story, 1959)
- Bat Masterson televisieserie - Dan Morgan (Afl., Marked Deck, 1959)
- Lawman televisieserie - Glen Folsom (Afl., The Conclave, 1959)
- The Texan televisieserie - Joe Lufton (Afl., The Sheriff of Boot Hill, 1959)
- The Texan televisieserie - Houston (Afl., No Place to Stop, 1959)
- The Deputy televisieserie - Akins (Afl., Shadow of the Noose, 1959)
- Frontier Justice televisieserie - Sheriff (Afl., Blood in the Dust, 1959)
- The Rifleman televisieserie - Seth Mitchell (Afl., The Legacy, 1959)
- Disneyland televisieserie - Amos Briggs (Afl., The Swamp Fox: Brother Against Brother, 1959, niet op aftiteling)
- The Rifleman televisieserie - Henry Trumble (Afl., Bloodlines, 1959)
- Disneyland televisieserie - Mr. Royal (Afl., Showdown at Sandoval, 1959, niet op aftiteling)
- Bourbon Street Beat televisieserie - Big Red (Afl., Woman in the River, 1959)
- Tales of Wells Fargo televisieserie - Rol onbekend (Afl., Double Reverse, 1959)
- Cast a Long Shadow (1959) - Preacher Harrison
- The Horse Soldiers (1959) - Jackie Jo (Rebelse desertiepleger)
- 26 Men televisieserie - Rol onbekend (Afl., Fighting Men, 1959)
- King of the Wild Stallions (1959) - Doc Webber
- The Restless Gun televisieserie - Jeb (Afl., The Pawn, 1959)
- Texas John Slaughter televisieserie - Mr. Royal (Afl., Showdown at Sandoval, 1959, niet op aftiteling)
- Good Day for a Hanging (1959) - Deputy Ed Moore
- Jefferson Drum televisieserie - Bart Resdake (Afl., Prison Hill, 1958)
- Tales of the Texas Rangers televisieserie - Noah Reed (Afl., Texas Flyer, 1958)
- Behind Closed Doors televisieserie - Mr. Woodson (Afl., Man in the Moon, 1958)
- The Party Crashers (1958) - Mr. Bickford
- Playhouse 90 televisieserie - Sam Wheeler (Afl., Bitter Heritage, 1958)
- Mike Hammer televisieserie - Rol onbekend (Afl., My Son and Heir, 1958)
- China Doll (1958) - Col. Wiley
- Fort Massacre (1958) - Pvt. Collins
- The Left Handed Gun (1958) - Ollinger
- Broken Arrow televisieserie - Fred (Afl., Bad Boy, 1958)
- Man Without a Gun televisieserie - Rol onbekend (Afl., Shadow of a Gun, 1958)
- Casey Jones televisieserie - Frank Reeder (Afl., Storm Warning, 1957)
- The Restless Gun televisieserie - Sheriff Jay (Afl., Rink, 1957)
- Tales of Wells Fargo televisieserie - Jack Powers (Afl., Renegade Raiders, 1957)
- The Life and Legend of Wyatt Earp televisieserie - Ben Thompson (4 afl., 3 keer 1955, 1957)
- Jet Pilot (1957) - Mr. Simpson (Niet op aftiteling)
- Domino Kid (1957) - Bill Dragger (Niet op aftiteling)
- The Court of Last Resort televisieserie - Wesley Ferguson (Afl., The Wesley Ferguson Case, 1957)
- The Lonely Man (1957) - Sheriff
- The 20th Century-Fox Hour televisieserie - Lester (Afl., Man of the Law, 1957)
- Destination 60,000 (1957) - Mickey Hill
- Gun Duel in Durango (1957) - Ranger Captain
- State Trooper televisieserie - Rol onbekend (Afl., Trail of the Dead, 1957)
- The Adventures of Jim Bowie televisieserie - Sam Houston (2 afl., 1957)
- Code 3 televisieserie - Sgt. Murchison (Afl. onbekend, 1957)
- 7th Cavalry (1956) - Dixon
- The 20th Century-Fox Hour televisieserie - Charley (Afl., Men Against Speed, 1956)
- The Lone Ranger televisieserie - Verschillende rollen (7 afl., 2 keer 1951, 1953, 1954, 1955, 2 keer 1956)
- Yaqui Drums (1956) - Bendeleider Lefty
- My Friend Flicka televisieserie - Rol onbekend (Afl., Big Red, 1956)
- The Naked Hills (1956) - Bert Killian/Verteller
- I Killed Wild Bill Hickok (1956) - Jim Bailey
- Please Murder Me (1956) - Det. Lt. Bradley
- Letter to Loretta televisieserie - Henry (Afl., His Inheritance, 1956)
- Frontier televisieserie - Frank (Afl., The Voyage of Captain Castle, 1956)
- Frontier televisieserie - Eben (Afl., Mother of the Brave, 1956)
- The Millionaire televisieserie - Arthur Darner (Afl., The Arthur Darner Story, 1956)
- You Are There televisieserie - Col. Tench Tilghman (Afl., Washington Crosses the Delaware (December 25, 1776), 1955)
- You Are There televisieserie - William Newell (Afl., The Hoax of Cardiff Giant (February 2, 1870), 1955)
- You Are There televisieserie - Cotta (Afl., The Assassination of Julius Caesar (March 15, 44 B.C.), 1955)
- You Are There televisieserie - Captain Canfield (Afl., The Emancipation Proclamation (January 1, 1863), 1955)
- My Friend Flicka televisieserie - Rol onbekend (Afl., The Wild Horse, 1955)
- Fury televisieserie - Carter (Afl., Joey's Father, 1955)
- Commando Cody: Sky Marshal of the Universe televisieserie - Krug (2 afl., 1955)
- To Hell and Back (1955) - Thompson
- Medic televisieserie - Ted Ramsey (Afl., Never Comes Sunday, 1955)
- The Public Defender televisieserie - Tom Gayley (Afl., Condomned, 1955)
- Run for Cover (1955) - Harvey (Niet op aftiteling)
- Buffalo Bill, Jr. televisieserie - Rol onbekend (Afl., Hooded Vengeance, 1955)
- Buffalo Bill, Jr. televisieserie - Landers (Afl., The Black Ghost, 1955)
- Rage at Dawn (1955) - Clint Reno
- Ten Wanted Men (1955) - Dave Weed (Niet op aftiteling)
- The Man Behind the Badge televisieserie - Rol onbekend (Afl., The Case of the Crying Lady, 1955)
- Top Gun (1955) - Hank Spenser (Niet op aftiteling)
- The Gene Autry Show televisieserie - Verschillende rollen (10 afl., 1951-1954)
- The Adventures of Kit Carson televisieserie - Rollen onbekend (5 afl., 1953-1954)
- The Public Defender televisieserie - George Hansen (Afl., Hobo Story, 1954)
- Medic televisieserie - Rol onbekend (Afl., Death Rides a Wagon, 1954)
- Johnny Guitar (1954) - Posseman (Niet op aftiteling)
- Annie Oakley televisieserie - Tom Malloy (Afl., Annie's Desert Adventure, 1954)
- Annie Oakley televisieserie - Dr. Barnes (Afl., Valley of the Shadows, 1954)
- Ride Clear of Diablo (1954) - Reverend Moorehead
- Ramar of the Jungle televisieserie - Rol onbekend (Afl., Contraband, 1954)
- Stories of the Century televisieserie - Bill Hayes (Afl., Sam Bass, 1954)
- The Boy from Oklahoma (1954) - Bagley the Blacksmith (Niet op aftiteling)
- Adventures of Superman televisieserie - Emile Hatch (Afl., Beware the Wrecker, 1954)
- Hopalong Cassidy televisieserie - Vic James (Afl., Outlaw's Reward, 1954)
- The Command (1954) - Infantryman (Niet op aftiteling)
- Texas Bad Man (1953) - Tench
- Adventures of Wild Bill Hickok televisieserie - Rol onbekend (Afl., Hands Across the Border, 1953)
- Vigilante Terror (1953) - Henchman Sperry
- The Fighting Lawman (1953) - George (Niet op aftiteling)
- Topeka (1953) - Jonas Bailey
- Column South (1953) - Confederate Spy in Yankee Uniform (Niet op aftiteling)
- Goldtown Ghost Riders (1953) - Henchman Bernie (Niet op aftiteling)
- Rebel City (1953) - Greeley
- Hopalong Cassidy televisieserie - Poynter (Afl., Blind Encounter, 1952)
- The Roy Rogers Show televisieserie - Tom Larrabee (Afl., Loaded Guns, 1953)
- A Perilous Journey (1953) - Barkeeper (Niet op aftiteling)
- Gunsmoke (1953) - Greasy, Saxon Ranchhand (Niet op aftiteling)
- The Range Rider televisieserie - Rollen onbekend (12 afl., 7 keer 1951, 3 keer 1952, 2 keer 1953)
- Cowboy G-Men televisieserie - Rol onbekend (Afl., Salted Mines, 1952)
- The Roy Rogers Show televisieserie - Zeke Miller (Afl., Flying Bullets, 1952)
- The Roy Rogers Show televisieserie - Bad Boy Wiley (Afl., Doublecrosser, 1952)
- The Roy Rogers Show televisieserie - Nash (Afl., The Treasure of Howling Dog Canyon, 1952)
- The Maverick (1952) - Bud Karnes
- Canyon Ambush (1952) - Replaced
- Fargo (1952) - Carey
- Desert Passage (1952) - Allen
- Man from the Black Hills (1952) - Glenn Hartley
- Oklahoma Annie (1952) - Skip
- Mutiny (1952) - Schutter/Muiter (Niet op aftiteling)
- The Cisco Kid televisieserie - Outlaw (Afl., Ghost Town, 1952)
- Drums in the Deep South (1951) - Union Soldier Breaking Window (Niet op aftiteling)
- The Cisco Kid televisieserie - Jerry Roark (Afl., Hypnotist Murder, 1951)
- The Hills of Utah (1951) - Bowie French
- Million Dollar Pursuit (1951) - Nick Algren
- Rough Riders of Durango (1951) - Henchman Lacey
- The Old Frontier (1950) - Henchman George
- Customs Agent (1950) - Al, thug
- Dynamite Pass (1950) - Whip, Thurber Henchman
- Federal Agent at Large (1950) - 'Jumpy' Jordan
- Singing Guns (1950) - Richards' Henchman
- The Flying Saucer (1950) - Turner
- Captain China (1950) - Steve
- The Big Wheel (1949) - Track Interne (Niet op aftiteling)
- Flame of Youth (1949) - Lytz
- Too Late for Tears (1949) - Youth at Union Station (Niet op aftiteling)
- Rim of the Canyon (1949) - Cash Collins (Niet op aftiteling)
- Hellfire (1949) - Rex
- Red Canyon (1949) - Hutch
- Streets of San Francisco (1949) - Ed Quinn
- El Paso (1949) - Homesteader at Party/Vigilante (Niet op aftiteling)
- The Man from Colorado (1948) - Easy Jarrett (Niet op aftiteling)
- Marshal of Amarillo (1948) - Night Clerk
- Train to Alcatraz (1948) - Hutch Hutchins
- Where the North Begins (1947) - Henchman Jim 'Rocky' Rockwell
- Devil Ship (1947) - Carl
- The Guilt of Janet Ames (1947) - Masher (Niet op aftiteling)

- Biblioteca Nacional de España: XX1556088
- Gemeinsame Normdatei: 1284118665
- International Standard Name Identifier: 0000 0000 5995 829X
- Library of Congress Control Number: no2002031216
- Nationale Bibliotheek van Israël: 987007334818305171
- SNAC: w6nx3fjq
- Virtual International Authority File: 87283467
- WorldCat: E39PBJgRRTH4qh6G36DHhj6xjC